# 1942 год в науке
В 1942 году были различные научные и технологические события, некоторые из которых представлены ниже.

## События
- 28 сентября было подписано Распоряжение ГКО № ГКО-2852сс «Об организации работ по урану», которое явилось началом атомного проекта СССР[1]. Для проекта выделена отдельная лаборатория атомного ядра, наследником которой является Курчатовский институт
- 5 октября открыт Монгольский национальный университет медицинских наук.
- Джеймс Стэнли Хей открыл радиоизлучение активных областей на Солнце.
- впервые выдвинута Акватическая теория.

## Изобретения
- был запущен второй супертелескоп (200-дюймовый телескоп Хейла) в Паломарской обсерватории (первый в 1917 году).

## Награды
- Нобелевская премия
  - Физика — премия не присуждалась.
  - Химия — премия не присуждалась.
  - Физиология и медицина — премия не присуждалась.

## Родились
- 8 января — Стивен Хокинг, физик-теоретик, популяризатор науки (ум. 2018).
- 27 февраля — Роберт Граббс, американский химик, лауреат Нобелевской премии по химии за 2005 год (ум. 2021).
- 12 августа — Джон Стиллвелл, американский математик и историк математики.

## Скончались
- 14 февраля — Николай Владимирович Циммерман, советский астроном.
- 14 ноября — Карл Мартин,  немецкий геолог, палеонтолог.